# Gil García
Gil García település Spanyolországban, Ávila tartományban. Gil García Solana de Ávila, Umbrías, Nava del Barco és Puerto Castilla községekkel határos. Lakosainak száma 48 fő (2024).

## Népesség
A település népessége az utóbbi években az alábbiak szerint változott:
| Lakosok száma | 61   | 52   | 47   | 40   | 39   | 41   | 41   | 35   | 42   | 48   |
|               | 2001 | 2004 | 2006 | 2009 | 2011 | 2014 | 2016 | 2019 | 2021 | 2024 |